# Association Sportive de Kigali
O Association Sportive de Kigali, ou simplesmente AS Kigali, é um clube esportivo ruandês com sede na cidade de Quigali. O time compete na Rwanda Premier League, a primeira divisão do futebol ruandês.

## História
Fundado no ano de 2006 após a fusão das equipes Renaissance Kigali e Kigali FC, que nunca foram campeões da primeira divisão.
O clube ficou em terceiro lugar no campeonato da primeira divisão durante a temporada 2013-2014. Ele então ficou em segundo lugar na temporada seguinte e em segundo novamente em 2017-2018.
O clube já participou cinco vezes de torneios continentais, como a Copa das Confederações da CAF.

## Títulos

### Nacionais
- Copa de Futebol da Ruanda: 3 (2013, 2019 e 2022)
- Supercopa de Futebol da Ruanda: 2 (2013 e 2022)
- Rwanda Premier League: Vice-campeão - 3 (2015, 2018 e 2021)[1]